# Tirtaj
Tirtaj (starogrško Τυρταῖος, Tyrtaios), starogrški lirik.
Tirtaj se je pesniško udejstvoval v Šparti, okoli obdobja druge mesenijske vojne, katere čas ni točno določen – nekje proti koncu sedmega stoletja pr. n. št. Znan je predvsem po političnih ter vojaških elegijah, v katerih Spartance spodbuja, naj podpirajo državno oblast in se pogumno bojujejo proti Mesenijcem, ki so začasno uspeli izruvati svoja posestva izpod spartanskega nadzora. Njegovi verzi označujejo kritično točko v spartanski zgodovini, ko so se Spartanci začeli odvračati od svoje cvetoče umetnosti in obrti ter blažjih verzov poetov kakršen je bil Alkman ( v grobem njegov sodobnik ), da bi sprejeli režim vojaške strogosti. Takrat je »življenje v Sparti postalo spartansko«. Nekateri moderni učenjaki verjamejo, da je Tirtaios pripomogel k povzročitvi in oblikovanju te tranzicije, vendar pa drugi ne vidijo pravih dokazov za to, nekateri pa celo dvomijo v avtentičnost njegovih maloštevilnih verzov, ki so se ohranili. Nekajkrat so predlagali, da ti vezi izvirajo iz Aten, kjer naj bi bili napisani v 5. ali 4. stoletju pr. n. št. Tradicionalni zapisi o njegovem življenju, na katere se zanašamo, kadar iščemo biografske podrobnosti, so bili skoraj v celoti vzeti iz njegove lirike, ali pa so bili le fikcija, kot je na primer Pavzanijevo pričanje Tirtajevi domnevni preobrazbi iz nezanimivega in neumnega šolskega učitelja v Atenah do veleuma spartanskih zmag proti Mesenijcem.

## Lirika
Tirtaj je bil pretežno elegični pesnik. Elegijo lahko opišemo kot »variacijo junaškega heksametra, ki se nagiba proti lirski poeziji«. Junaški heksameter je uporabljal Homer, katerega fraze in jonski besednjak so postali temelj Tirtajevih verzov, kljub temu, da so bili napisani za dorsko govoreče spartansko občinstvo. To dokazuje, do kakšne »mere so do takrat jonski epi med Grki ustvari kulturno enotnost, ki je presegla dialekte in etnično rivalstvo«. Uporaba jonskega besednjaka je toliko bolj presenetljiva zato, ker je z njim Tirtaj dal glas nacionalni vojaški etiki, značilni za Sparto. Njegovi verzi so bili verjetno peti pri gostijah, med vojaškimi operacijami ter med pohodi. Vendar pa je edini verz, ki se je ohranil iz koračnih pesmi (Ἐμβατήρια), napisan v anapestu in vključuje dorizme, njegova avtentičnost pa je vprašljiva.
Elegije, ki so bile prepevane med vojaškimi pogostitvami, spadajo k tradiciji simpozijskega pesništva, ob enem pa sodijo tudi v zvrst pesmi namenjenih borbeni spodbudi. Značilnosti te zvrsti sta posvojitev jezika in tematike iz homerskih epov. Tak primer so besede Tirtaja 10.1-2 (»Zakaj lepo možu je umreti med prednjimi borci, ko se za dom bojuje,«), ki nedvomno odmevajo Hektorjev govor v 15.494-7 Homerjeve Iliade: (»In kdorkoli zadet od izstrelka ali potolčen od meča najde svojo smrt in usojen konec, naj umre. Saj ni nespodobno nekomu, da umre v obranu zemlje očakov« ) Verjetno je, da Tirtaj v takšnih trenutkih namenoma namiguje na Homerja iz političnih razlogov: glede na to, da je bila njegova poezija, tako kot tudi poezija drugih arhaičnih avtorjev, najverjetneje izvajana v kontekstu aristokratskih simpozijev, je njegovo sklicevanje na epsko junaštvo je služilo kot opevanje elitnih stažev njegovega aristokratskega občinstva.

### Pesniški slog
Trije najdaljši fragmenti ohranjenih verzov (frag. 10-12) so popolne ali skoraj popolne pesmi, ki opisujejo idealnega bojevnika in sramoto oziroma slavo, ki sledi njegovim osebnim odločitvam. Njihova poetična kvaliteta je nestalna. Vključuje nekaj presenetljivih prizorov ter nekaj nerodnih prehodov, ponovitev in polnil. Sledeče vrstice spadajo k eni izmed njih ( frag. 11, vrstice 27-34, tu navedene kot vrstice 1-8), ki podajajo prepričljivo sliko bitke med hoplitskimi silami.
ἔρδων δ' ὄβριμα ἔργα διδασκέσθω πολεμίζειν, 
μηδ' ἐκτὸς βελέων ἑστάτω ἀσπίδ' ἔχων,
ἀλλά τις ἐγγὺς ἰὼν αὐτοσχεδὸν ἔγχει μακρῷ 
ἢ ξίφει οὐτάζων δήιον ἄνδρ' ἑλέτω,
καὶ πόδα πὰρ ποδὶ θεὶς καὶ ἐπ' ἀσπίδος ἀσπίδ' ἐρείσας, 
ἐν δὲ λόφον τε λόφῳ καὶ κυνέην κυνέῃ
καὶ στέρνον στέρνῳ πεπλημένος ἀνδρὶ μαχέσθω, 
ἢ ξίφεος κώπην ἢ δόρυ μακρὸν ἑλών.

Parafrazirano tako, da ohrani obliko elegije

Dela junaška naj tvega, da izuri dodobra se v boju,
nikdo mi izven vrste s ščitom na roki ne stoj!
Vrzi srčno se v metež in bij se mož proti možu,
z dolgim ga kopjem zatni, z mečem usekaj na smrt!
Zmeraj ob nogo se noga in ščit ob ščit opiraj,
šlem zadevaj ob šlem, s čopom zapletaj se čop!
S prsmi ob prsih stoje bojuj se z možem sovražnim,
bodi da roka meč, bodi da kopje drži!
Plemenito čustvo iz 1. vrstice se zdi pristno, vendar je besednjak v celoti homerski, in čeprav so vrstice 5-7 prirejene po Homerjevi Iliadi (13.130–33), se v njih nahaja pomembna razlika: Homer opisuje napredovanje ene strani v utrjeni formaciji, medtem ko Tirtaj opisuje srečanje dveh strani v hoplitskem stilu bojevanja. Opis bitke sicer nekateri učenjaki zavračajo, saj menijo, da je anahroističen: izstrelki, na primer, niso bili značilni del hoplitskega bojevanja. Odlomek prikazuje eno izmed pogostih figur, ki jih uporablja Tirtaj –uporabo vzporednih fraz namenjenih stopnjevanju, ki se včasih izrodijo v dolgočasna ponavljanja. Tu je ta tehnika uporabljena za opis natrpanega bojišča.